# Ahmed Shobair
Ahmed Shobair (arabisch أحمد شوبير, DMG Aḥmad Šūbayr, * 28. September 1960) ist ein ehemaliger ägyptischer Fußballtorwart.
Während seiner aktiven Karriere spielte Shobair für den Verein Al Ahly Kairo, mit dem er siebenmal die ägyptische Meisterschaft und fünfmal den ägyptischen Pokal gewinnen konnte. Shobair nahm mit der Nationalmannschaft an der Weltmeisterschaft 1990 in Italien teil, bei der er drei Spiele bestritt.
Zurzeit arbeitet er als Vize-Präsident des Ägyptischen Fußballverbandes und Moderator einer wöchentlichen Sportsendung im ägyptischen Fernsehen.
Er war als Mitglied der damals regierenden Nationaldemokratischen Partei einige Zeit im ägyptischen Parlament vertreten.